# Étouvans
Étouvans est une commune française située dans le département du Doubs, la région culturelle et historique de Franche-Comté et la région administrative Bourgogne-Franche-Comté.

## Géographie

### Description

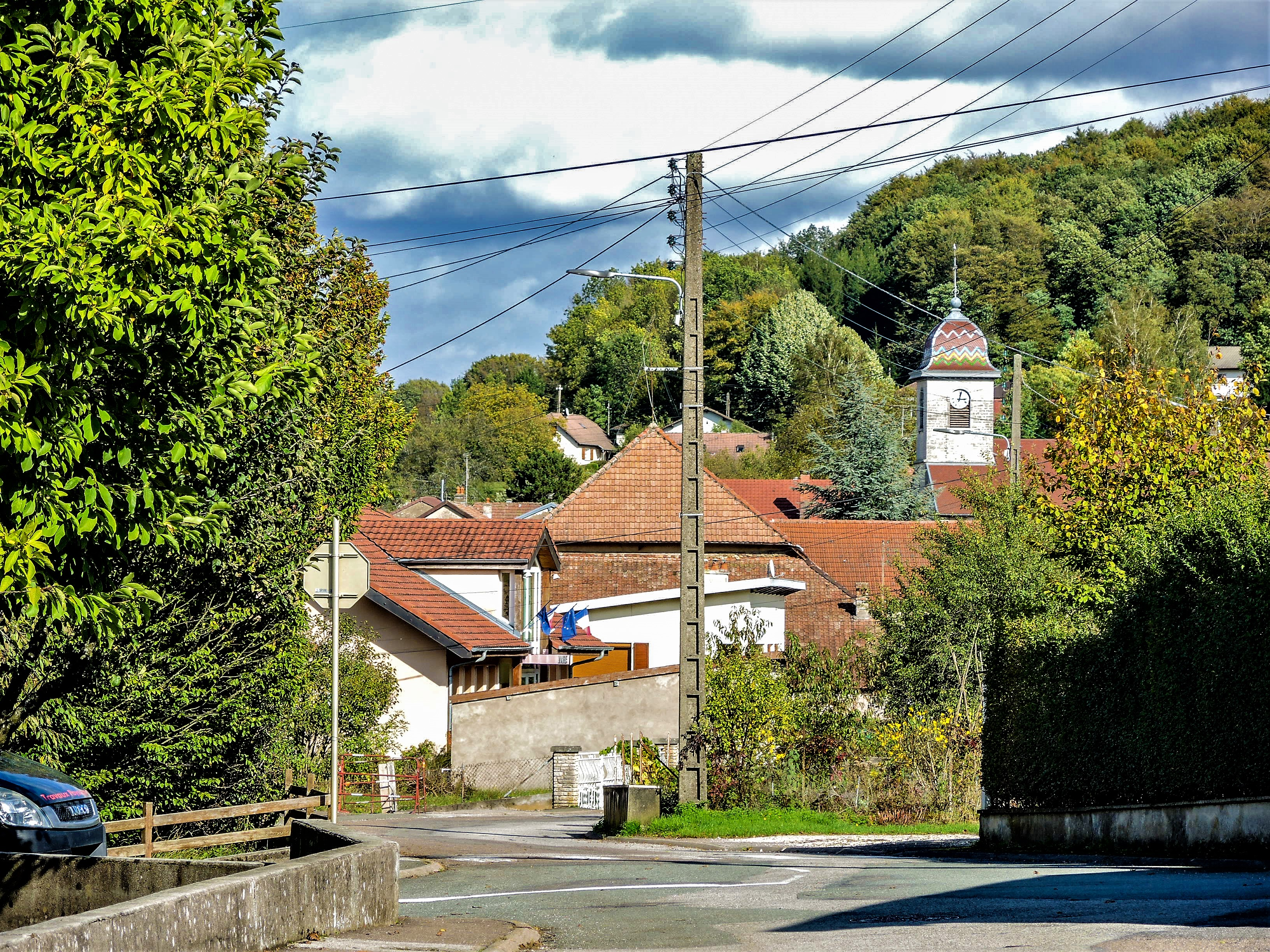
Centre du village, vu de la rue de l'église.

Étouvans se trouve à vol d'oiseau à  8 km au sud-ouest de Montbéliard, 19 km à l'ouest de la frontière franco-suisse et 58 km au nord-est de Besançon.
La commune se trouve dans l'Aire d'attraction de Montbéliard, ainsi que dans la zone d'emploi et le bassin de vie de cette ville

### Communes limitrophes
Les communes limitrophes sont  Bavans, Colombier-Fontaine, Dampierre-sur-le-Doubs, Lougres, Villars-sous-Écot et Écot.

### Géologie et relief
La superficie de la commune est de 6,56 km2 ; son altitude varie de 301  à   476 mètres.

### Hydrographie

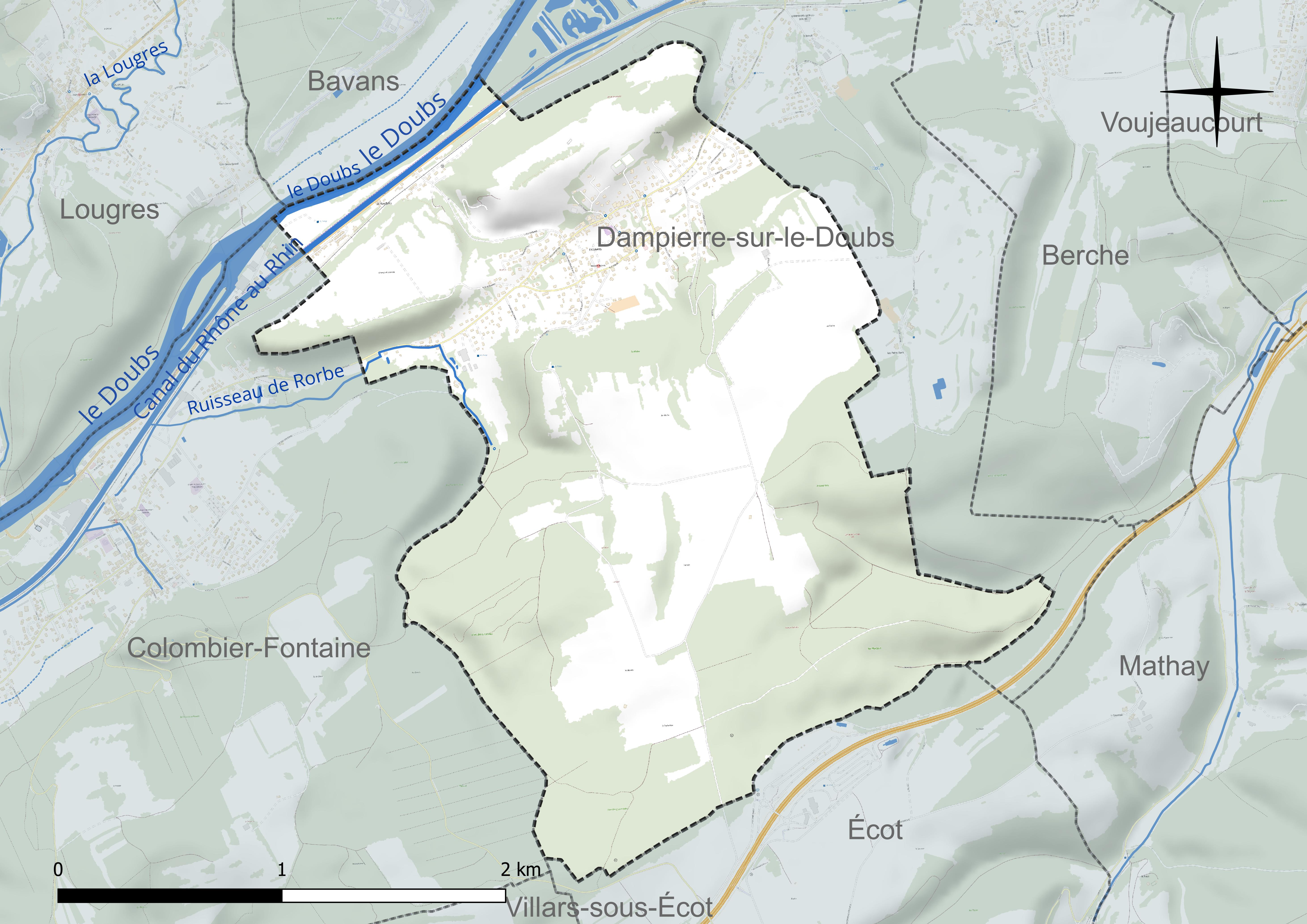
Carte hydrographique de la commune

La commune est limitée au nord-ouest par le lit du Doubs, le principal affluent de la Saône et par conséquent un sous-affluent du Rhône, ainsi que par le Canal du Rhône au Rhin.

### Climat
Pour des articles plus généraux, voir Climat de la Bourgogne-Franche-Comté et Climat du Doubs.
En 2010, le climat de la commune est de type climat de montagne, selon une étude du Centre national de la recherche scientifique s'appuyant sur une série de données couvrant la période 1971-2000. En 2020, Météo-France publie une typologie des climats de la France métropolitaine dans laquelle la commune est exposée à un climat semi-continental et est dans la région climatique Jura, caractérisée par une forte pluviométrie en toutes saisons (1 000 à 1 500 mm/an), des hivers rigoureux et un ensoleillement médiocre.
Pour la période 1971-2000, la température annuelle moyenne est de 9,8 °C, avec une amplitude thermique annuelle de 17,3 °C. Le cumul annuel moyen de précipitations est de 1 353 mm, avec 13,5 jours de précipitations en janvier et 10,8 jours en juillet. Pour la période 1991-2020, la température moyenne annuelle observée sur la station météorologique de Météo-France la plus proche, « Medière », sur la commune de Médière à 9 km à vol d'oiseau, est de 11,5 °C et le cumul annuel moyen de précipitations est de 1 105,2 mm. 
La température maximale relevée sur cette station est de 40,2 °C, atteinte le 24 juillet 2019 ; la température minimale est de −17 °C, atteinte le 5 février 2012,,.
Les paramètres climatiques de la commune ont été estimés pour le milieu du siècle (2041-2070) selon différents scénarios d'émission de gaz à effet de serre à partir des nouvelles projections climatiques de référence DRIAS-2020. Ils sont consultables sur un site dédié publié par Météo-France en novembre 2022.

## Urbanisme

### Typologie
Au 1er janvier 2024, Étouvans est catégorisée ceinture urbaine, selon la nouvelle grille communale de densité à 7 niveaux définie par l'Insee en 2022.
Elle est située hors unité urbaine. Par ailleurs la commune fait partie de l'aire d'attraction de Montbéliard, dont elle est une commune de la couronne,. Cette aire, qui regroupe 137 communes, est catégorisée dans les aires de 50 000 à moins de 200 000 habitants,.

### Occupation des sols

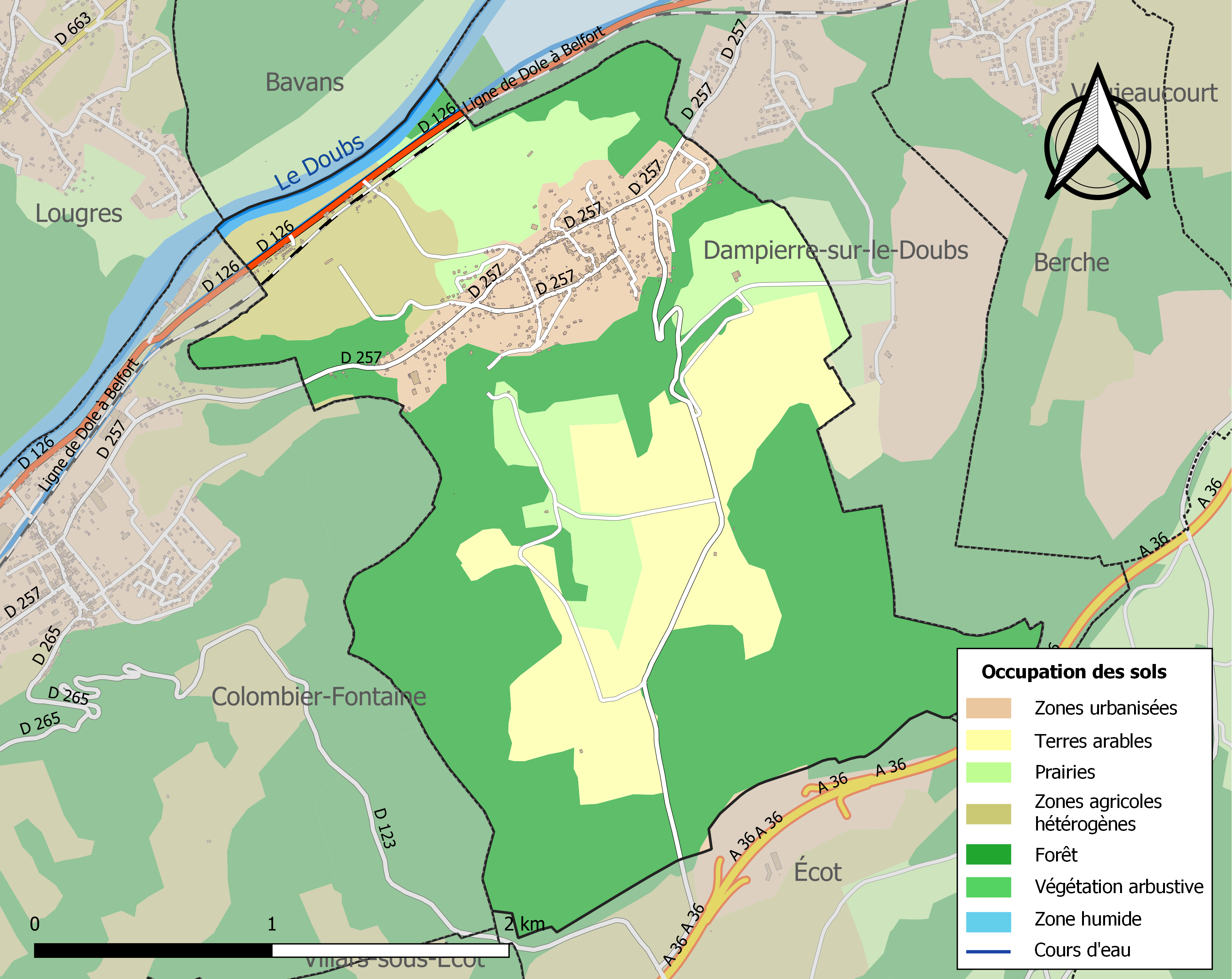
Carte des infrastructures et de l'occupation des sols de la commune en 2018 (CLC).

L'occupation des sols de la commune, telle qu'elle ressort de la base de données européenne d’occupation biophysique des sols Corine Land Cover (CLC), est marquée par l'importance des forêts et milieux semi-naturels (49,3 % en 2018), une proportion identique à celle de 1990 (49,3 %). La répartition détaillée en 2018 est la suivante : forêts (49,3 %), terres arables (19,1 %), prairies (13,8 %), zones urbanisées (9,6 %), zones agricoles hétérogènes (7,2 %), eaux continentales (0,9 %), zones industrielles ou commerciales et réseaux de communication (0,1 %). L'évolution de l’occupation des sols de la commune et de ses infrastructures peut être observée sur les différentes représentations cartographiques du territoire : la carte de Cassini (XVIIIe siècle), la carte d'état-major (1820-1866) et les cartes ou photos aériennes de l'IGN pour la période actuelle (1950 à aujourd'hui).

### Habitat et logement
En 2020, le nombre total de logements dans la commune était de 389, alors qu'il était de 368 en 2015 et de 351 en 2010.
Parmi ces logements, 93,1 % étaient des résidences principales, 1,3 % des résidences secondaires et 5,6 % des logements vacants. Ces logements étaient pour 93,2 % d'entre eux des maisons individuelles et pour 6,8 % des appartements.
Le tableau ci-dessous présente la typologie des logements à Étouvans en 2020 en comparaison avec celle du Doubs et de la France entière. Une caractéristique marquante du parc de logements est ainsi la faible proportion des résidences secondaires et logements occasionnels (1,3 %) par rapport au département (4,3 %) et à la France entière (9,7 %).
| Typologie                                               | Étouvans | Doubs | France entière |
| ------------------------------------------------------- | -------- | ----- | -------------- |
| Résidences principales (en %)                           | 93,1     | 87,1  | 82,1           |
| Résidences secondaires et logements occasionnels (en %) | 1,3      | 4,3   | 9,7            |
| Logements vacants (en %)                                | 5,6      | 8,6   | 8,2            |

## Toponymie
Estovans en 1182, 1248, 1354, 1386 ; Estouvans en 1584.

## Histoire
Étouvans appartenait au comté de Montbéliard qui est rattaché à la France en 1793.

## Politique et administration

### Rattachements administratifs et électoraux

#### Rattachements administratifs
La commune se trouve dans l'arrondissement de Montbéliard du département du l'Doubs.
Elle faisait partie de 1801 à 1982 du canton d'Audincourt, année où elle intègre le canton de Pont-de-Roide. Dans le cadre du redécoupage cantonal de 2014 en France, cette circonscription administrative territoriale a disparu, et le canton n'est plus qu'une circonscription électorale.

#### Rattachements électoraux
Pour les élections départementales, la commune fait partie depuis 2014 du canton de Bavans.
Pour l'élection des députés, elle fait partie de la quatrième circonscription du Doubs.

### Intercommunalité
Étouvans  était membre de la communauté de communes des Trois Cantons, un établissement public de coopération intercommunale (EPCI) à fiscalité propre créé fin 2001 et auquel la commune avait transféré un certain nombre de ses compétences, dans les conditions déterminées par le code général des collectivités territoriales.
Dans le cadre des dispositions de la loi portant nouvelle organisation territoriale de la République du 7 août 2015, qui prévoit que les établissements publics de coopération intercommunale (EPCI) à fiscalité propre doivent avoir un minimum de 15 000 habitants, cette intercommunalité a fusionné avec ses voisines le 1er janvier 2017 au sein de la communauté d'agglomération dénommée Pays de Montbéliard Agglomération, dont est désormais membre la commune.

### Liste des maires
| Période                                  | Période                   | Identité           | Étiquette      | Qualité |
| ---------------------------------------- | ------------------------- | ------------------ | -------------- | --- |
| Les données manquantes sont à compléter. |                           |                    |                | |
| mars 2001                                | 2014                      | Anne-Marie Hadiuk, | UMP            | Ancienne institutrice Vice-présidente de la CC des Trois Cantons[Quand ?] Chevalière de Ordre national du Mérite                                                                   |
| 2014                                     | août 2022                 | Nicolas Pacquot,   | LREM-RE et HOR | Ingénieur automobile Député du Doubs (3e circ.) (2022 → ) Vice-président de Pays de Montbéliard Agglomération (2020 → 2021) Démissionnaire à la suite de son élection comme député |
| septembre 2022                           | décembre 2023,            | Marielle Ballay    | DVD            | Informaticienne Mandat écourté par la démission d'une partie du conseil municipal puis la démission de la maire                                                                    |
| mai 2024                                 | En cours (au 14 mai 2024) | Xavier Bartolo     |                | Ingénieur centralien (École centrale de Nantes) |

## Population et société
Les habitants sont appelés les Étouvans et Étouvannes.

### Démographie
L'évolution du nombre d'habitants est connue à travers les recensements de la population effectués dans la commune depuis 1793. Pour les communes de moins de 10 000 habitants, une enquête de recensement portant sur toute la population est réalisée tous les cinq ans, les populations de référence des années intermédiaires étant quant à elles estimées par interpolation ou extrapolation. Pour la commune, le premier recensement exhaustif entrant dans le cadre du nouveau dispositif a été réalisé en 2006.

En 2022, la commune comptait 824 habitants, en évolution de +0,24 % par rapport à 2016 (Doubs : +1,88 %, France hors Mayotte : +2,11 %).
| 1793 | 1800 | 1806 | 1821 | 1831 | 1836 | 1841 | 1846 | 1851 |
| ---- | ---- | ---- | ---- | ---- | ---- | ---- | ---- | ---- |
| 235  | 259  | 236  | 199  | 220  | 264  | 303  | 327  | 309  |

| 1856 | 1861 | 1866 | 1872 | 1876 | 1881 | 1886 | 1891 | 1896 |
| ---- | ---- | ---- | ---- | ---- | ---- | ---- | ---- | ---- |
| 323  | 311  | 400  | 413  | 451  | 509  | 523  | 505  | 487  |

| 1901 | 1906 | 1911 | 1921 | 1926 | 1931 | 1936 | 1946 | 1954 |
| ---- | ---- | ---- | ---- | ---- | ---- | ---- | ---- | ---- |
| 489  | 516  | 538  | 542  | 575  | 577  | 574  | 522  | 536  |

| 1962 | 1968 | 1975 | 1982 | 1990 | 1999 | 2006 | 2011 | 2016 |
| ---- | ---- | ---- | ---- | ---- | ---- | ---- | ---- | ---- |
| 563  | 624  | 746  | 891  | 760  | 721  | 762  | 759  | 822  |

| 2021 | 2022 | - | - | - | - | - | - | - |
| ---- | ---- | - | - | - | - | - | - | - |
| 828  | 824  | - | - | - | - | - | - | - |

## Culture locale et patrimoine

### Lieux et monuments

Église Saints-Ferréol-et-Ferjeux
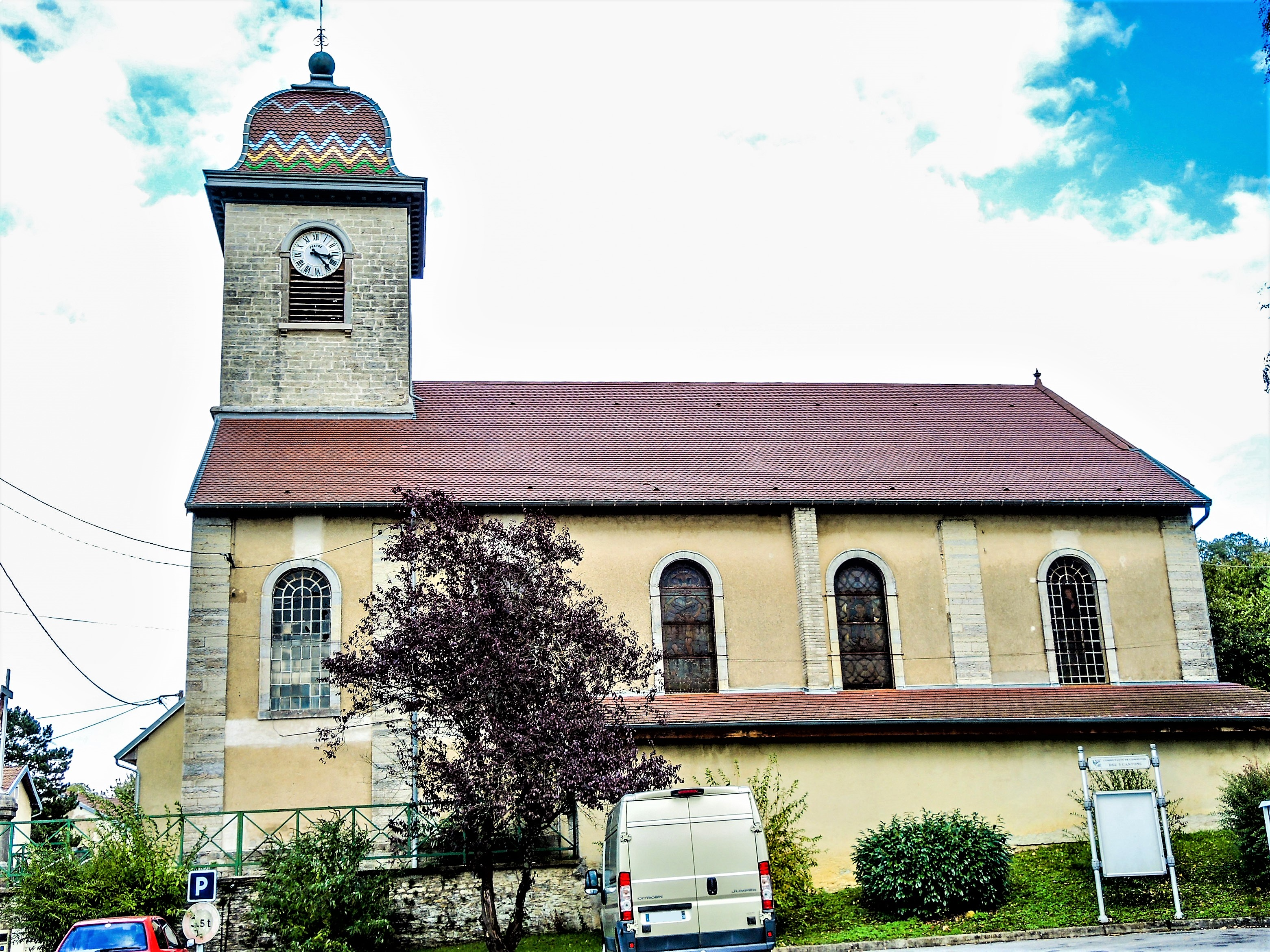
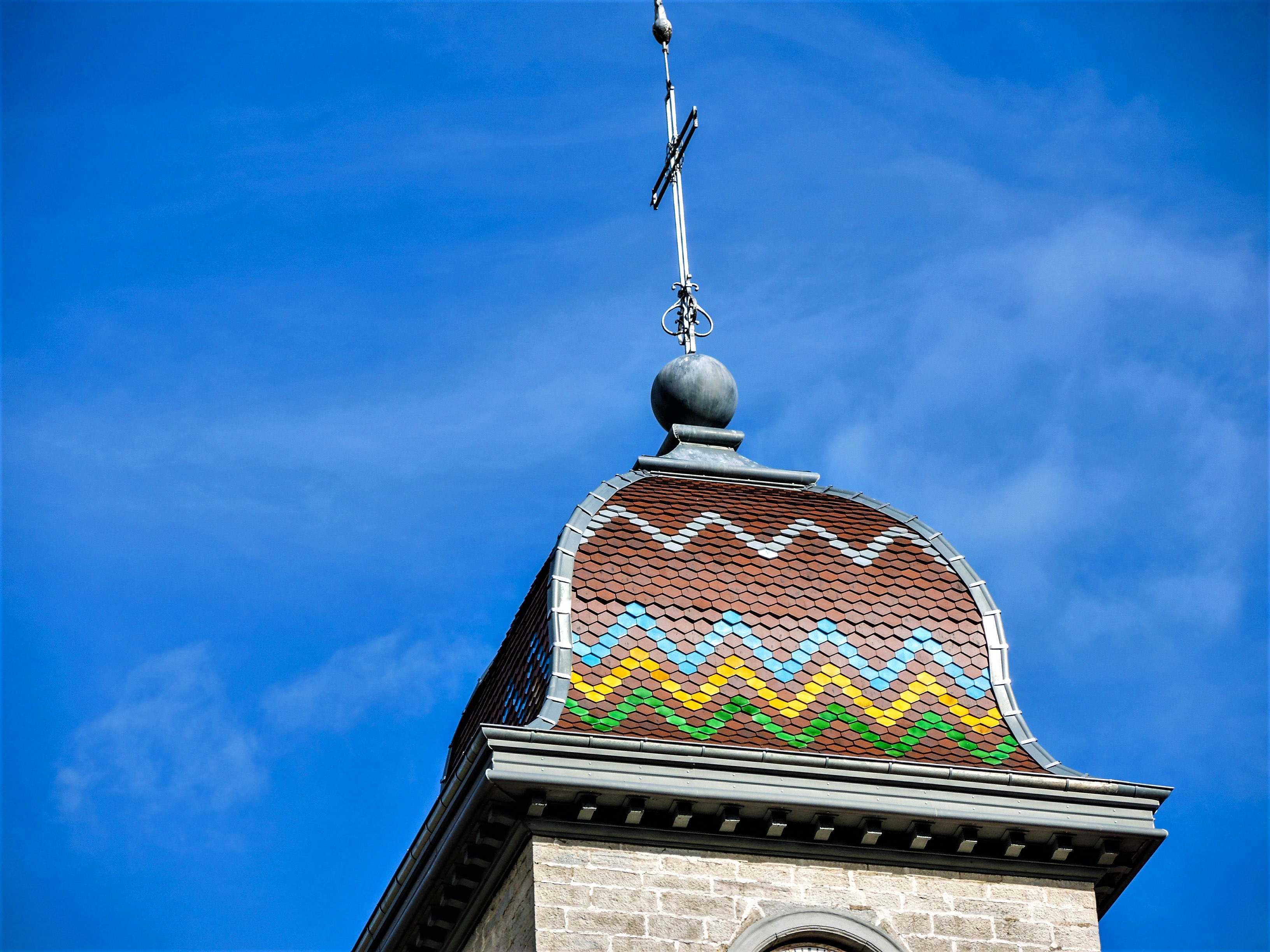
Toit du clocher.
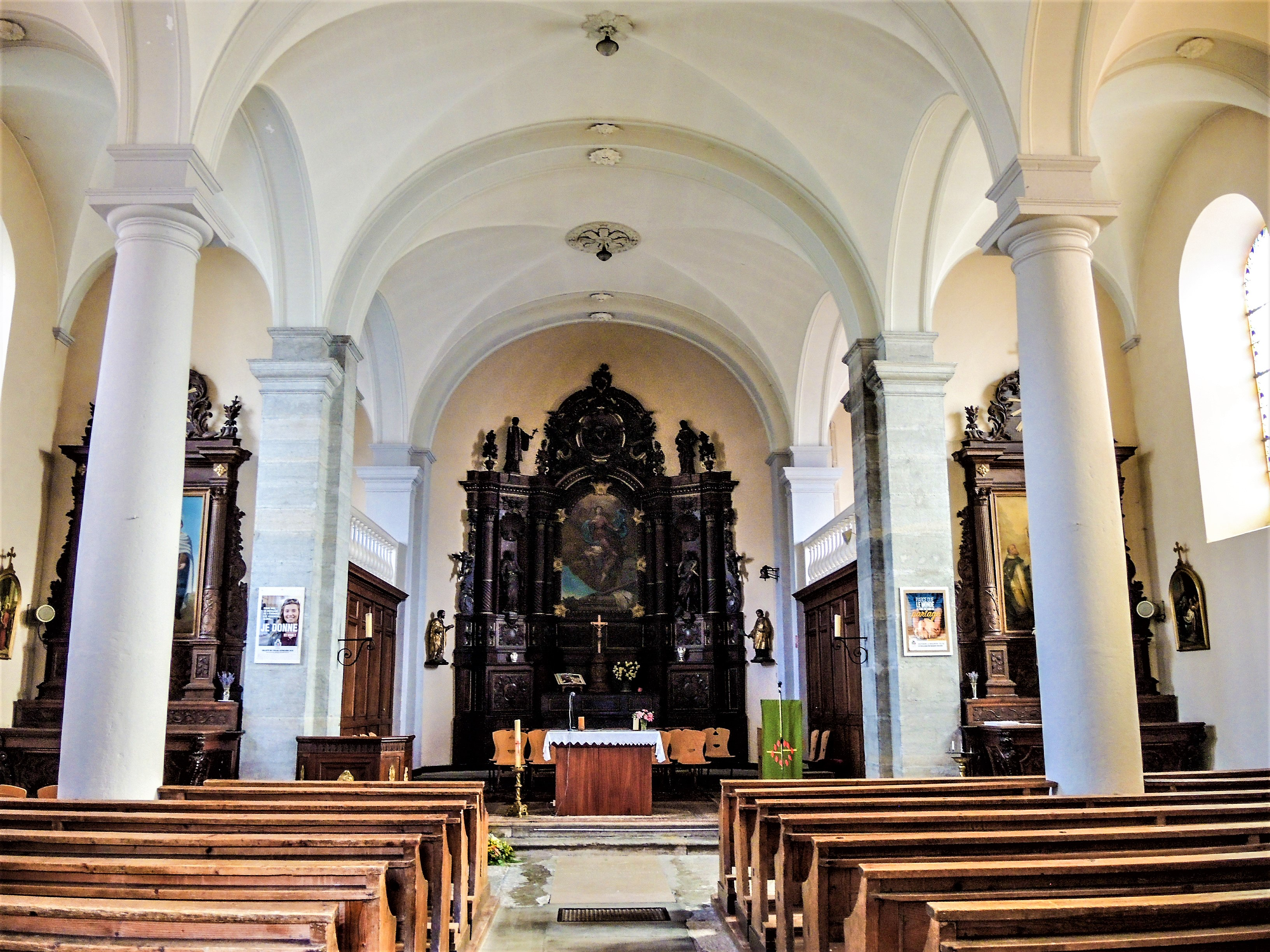
La nef.
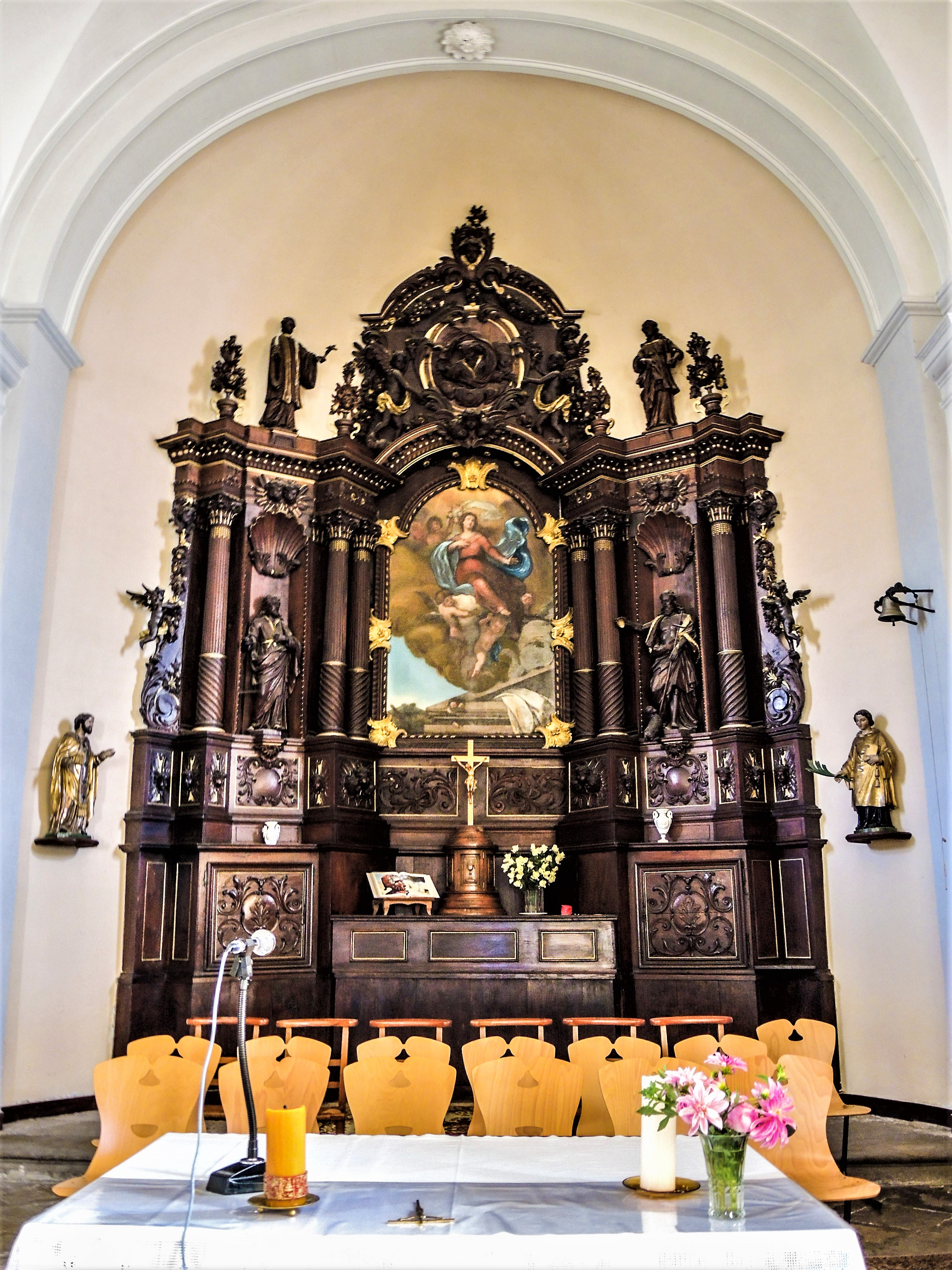
Retable du maître-autel.
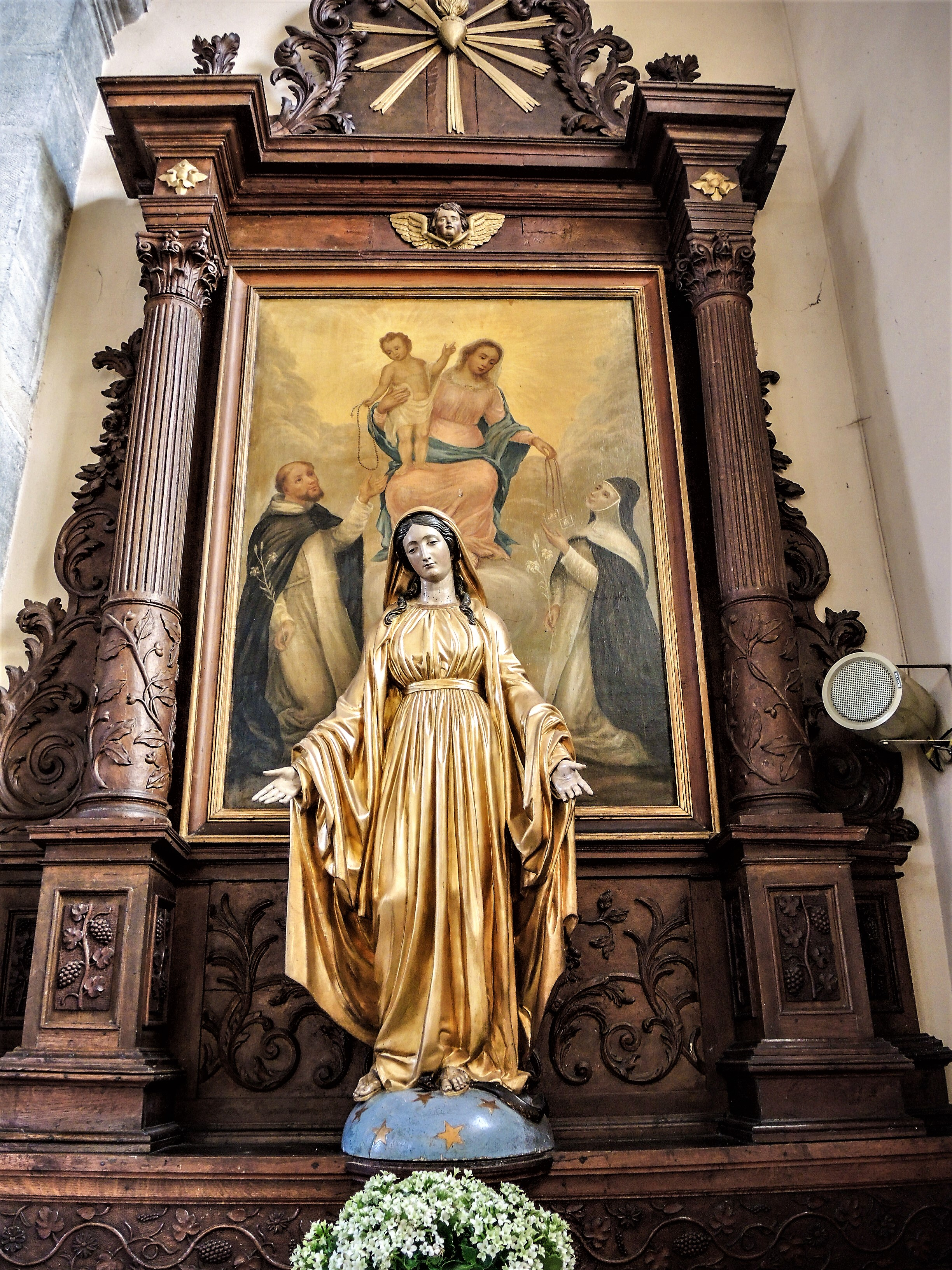
Autel de la Vierge.

- Église Saints-Ferréol-et-Ferjeux
- Toit du clocher.
- La nef.
- Retable du maître-autel.
- Autel de la Vierge.

- Fontaines

Sélection de fontaines
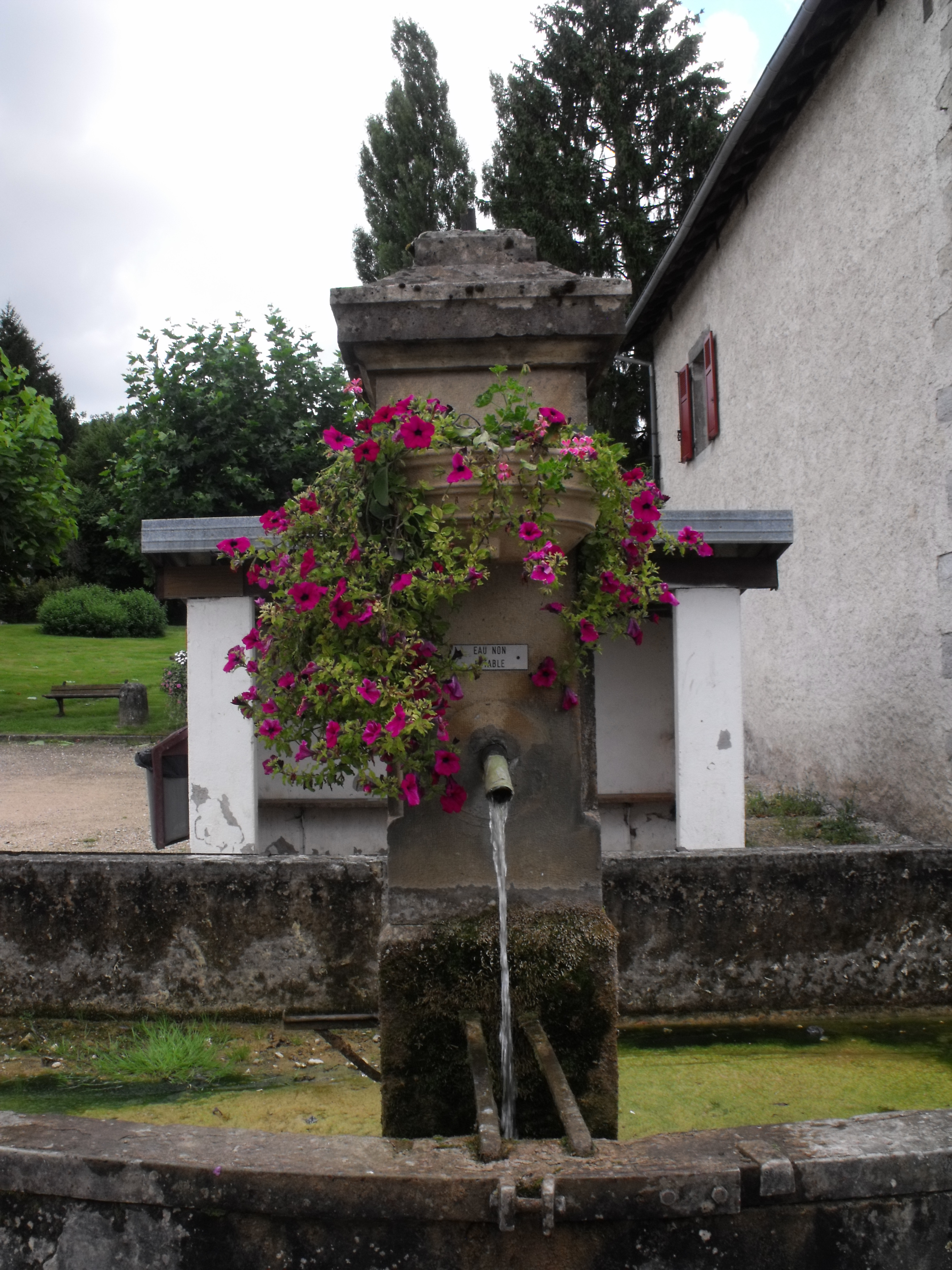
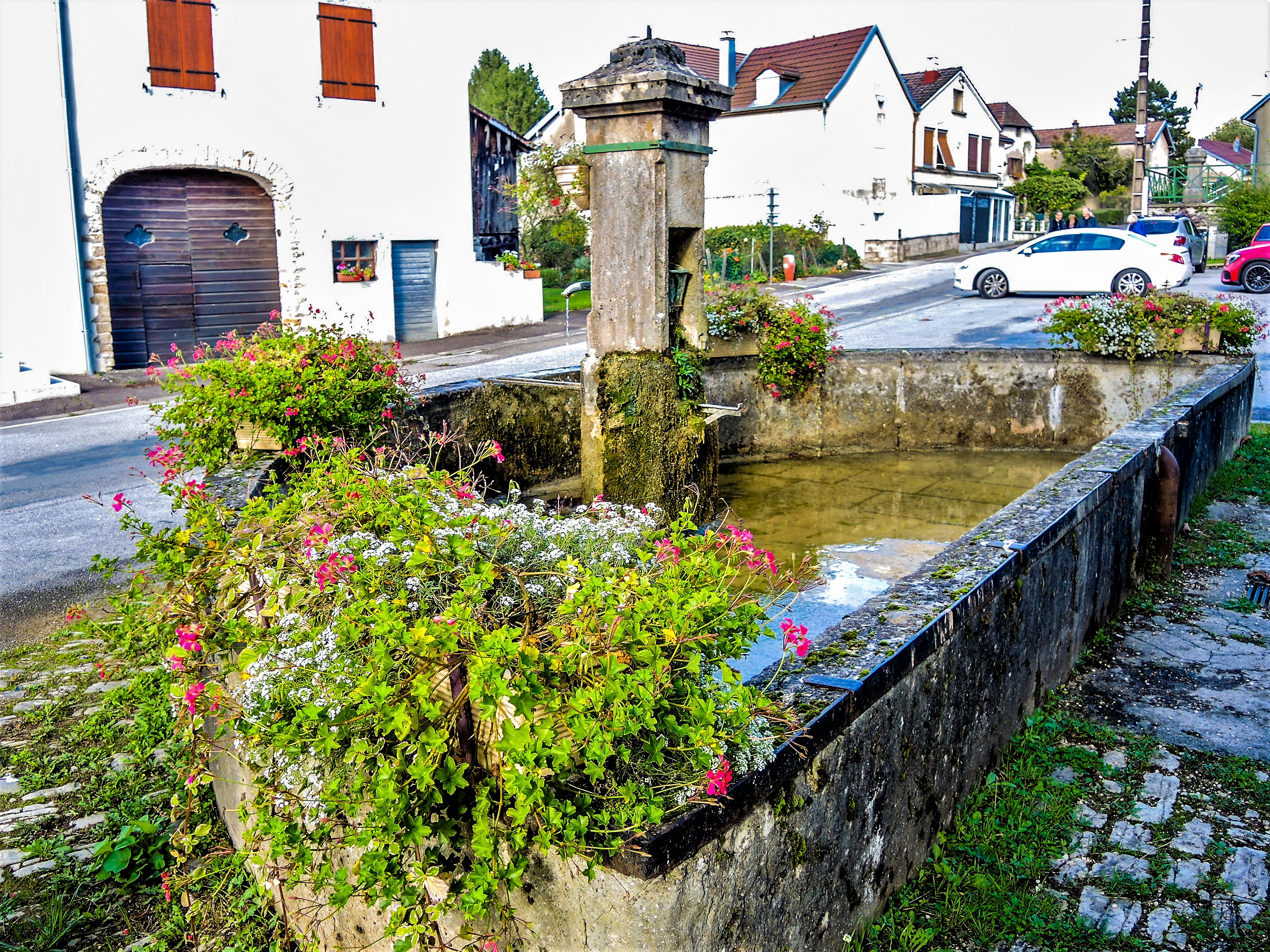
Fontaine de l'église.
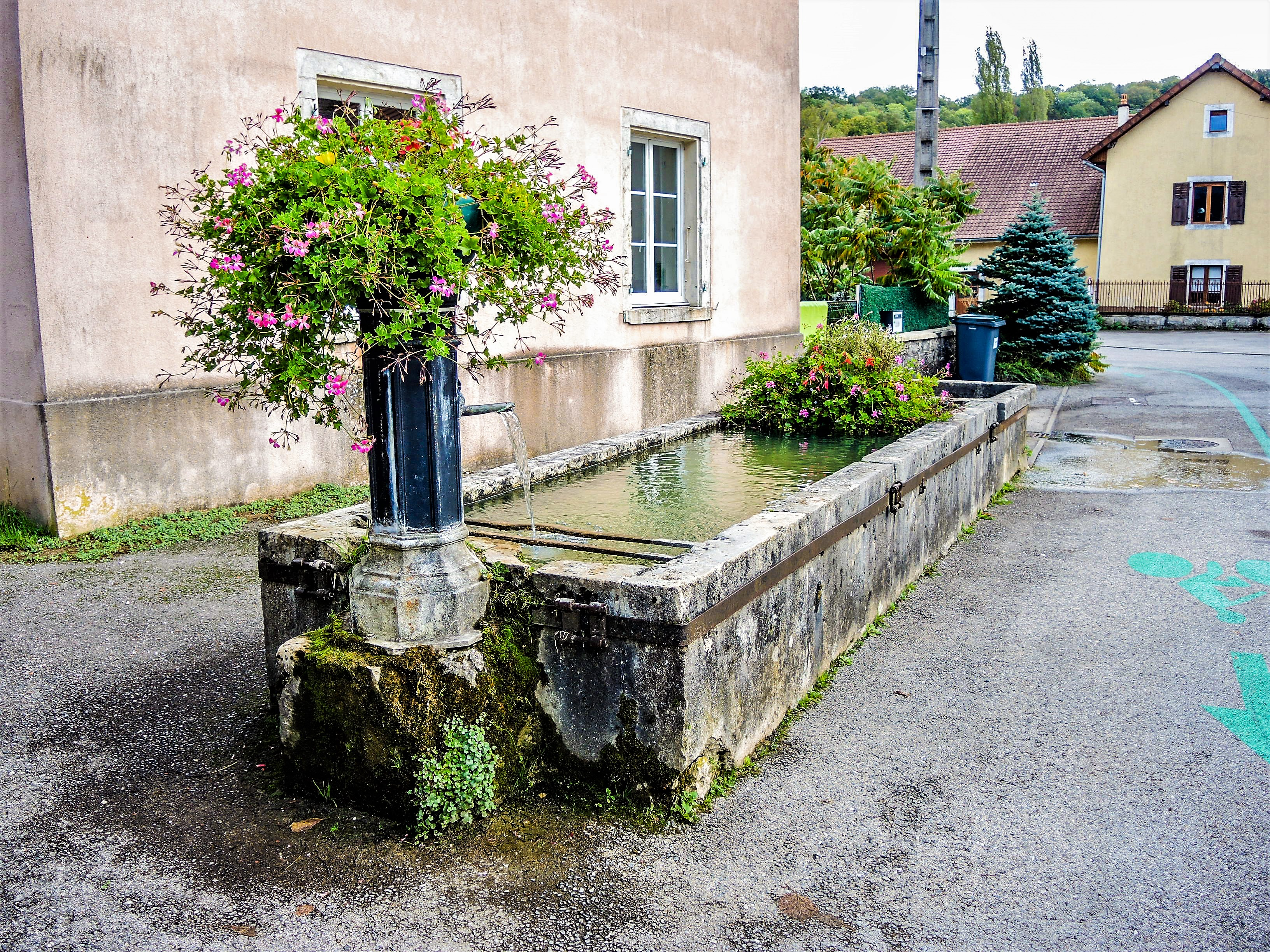
Fontaine-abreuvoir près de l'école.
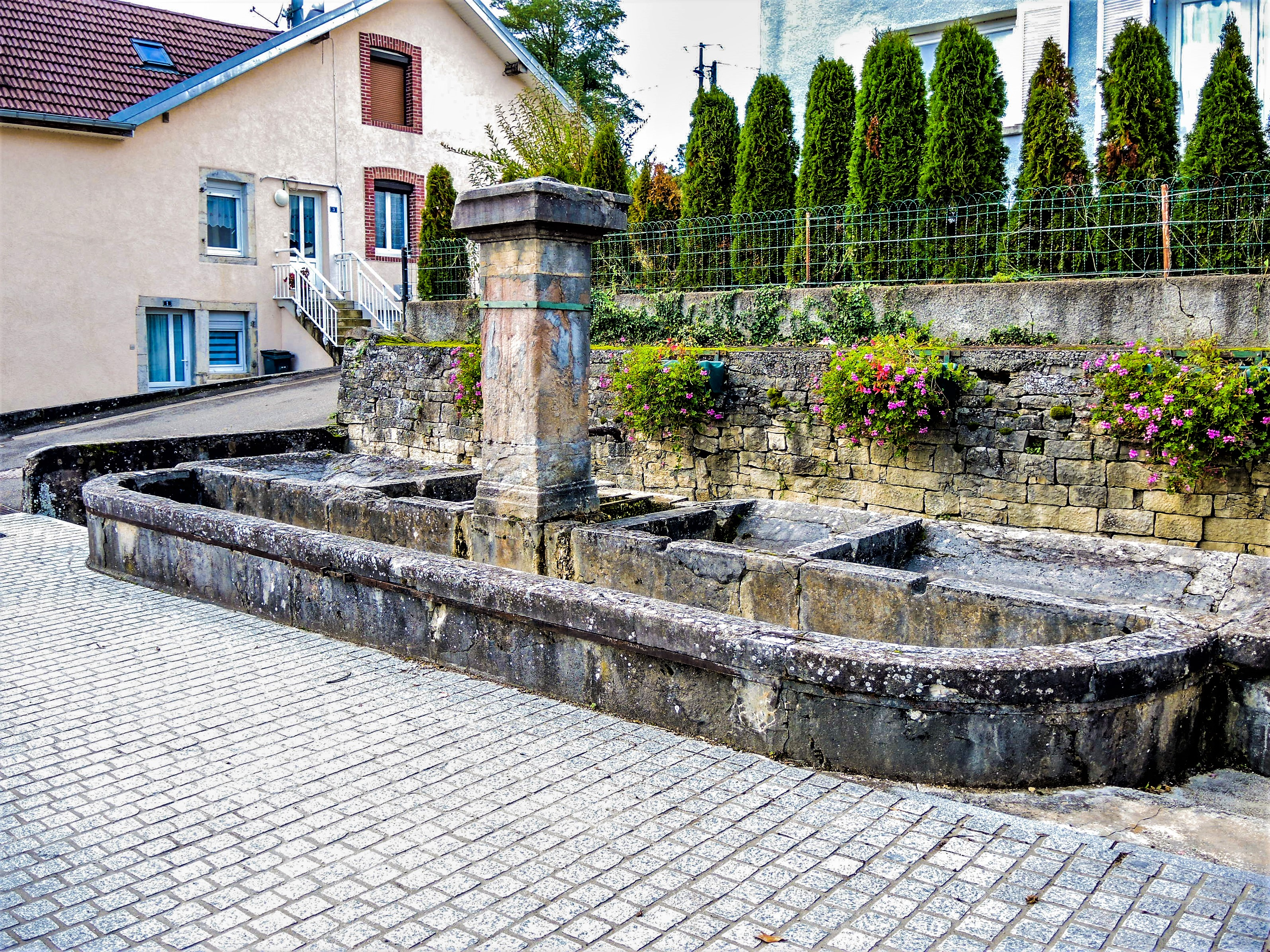
Fontaine-lavoir-abreuvoir, rue de Dampierre-sur-le-Doubs.
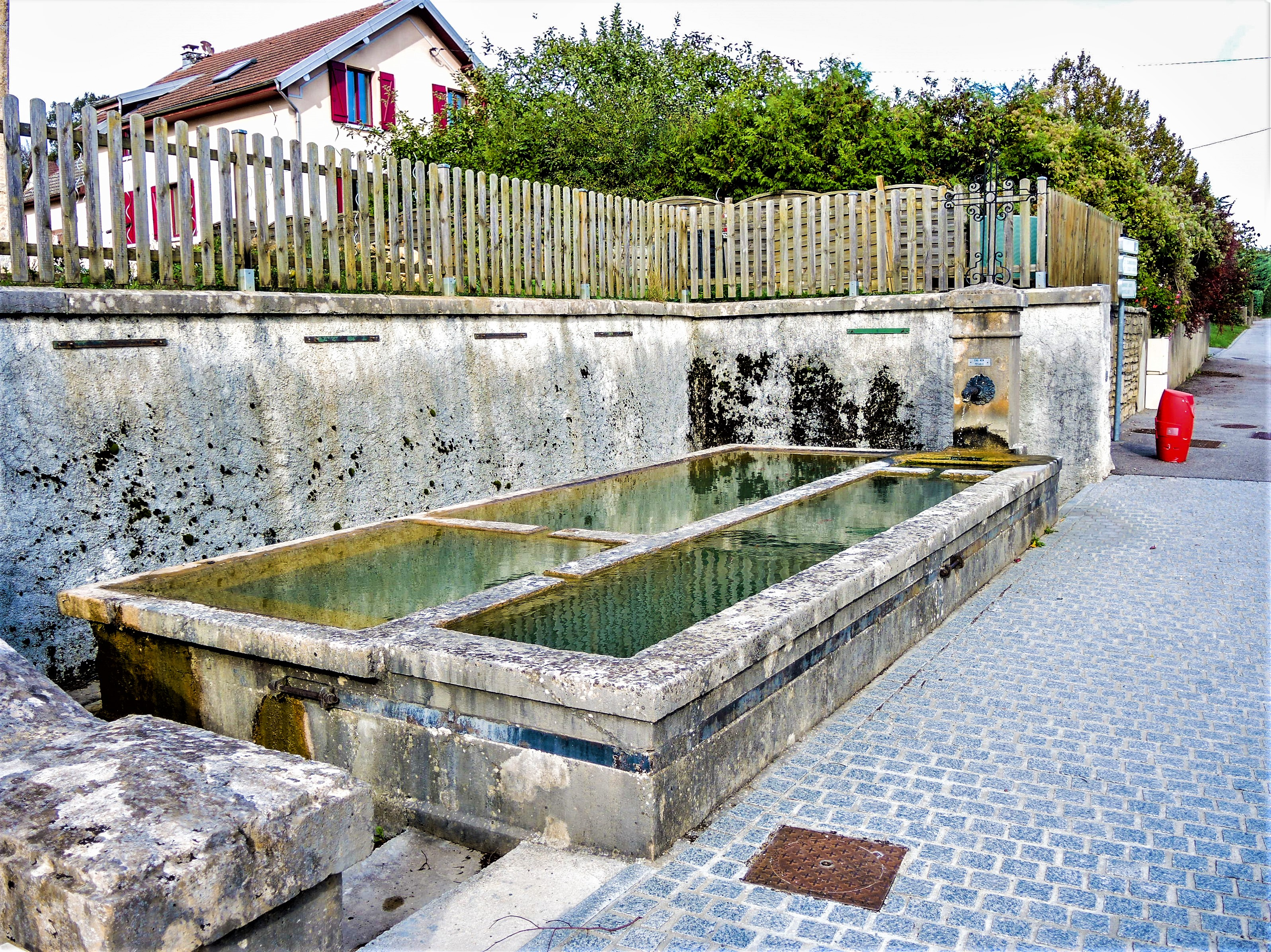
Fontaine-lavoir-abreuvoir, rue de l'église.
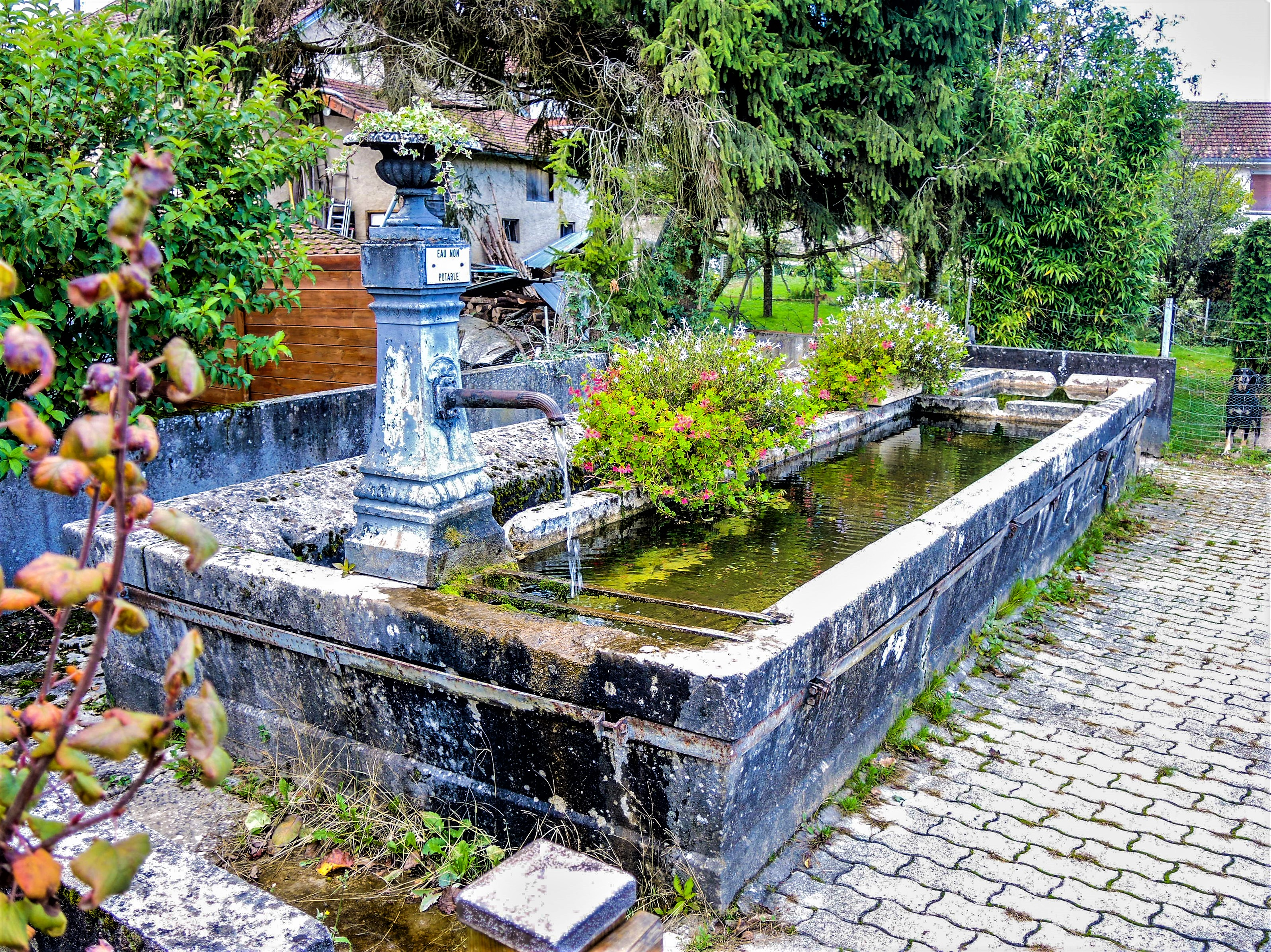
Fontaine-lavoir-abreuvoir, rue des prés-sous-la-ville.

- Linteaux de fenêtres

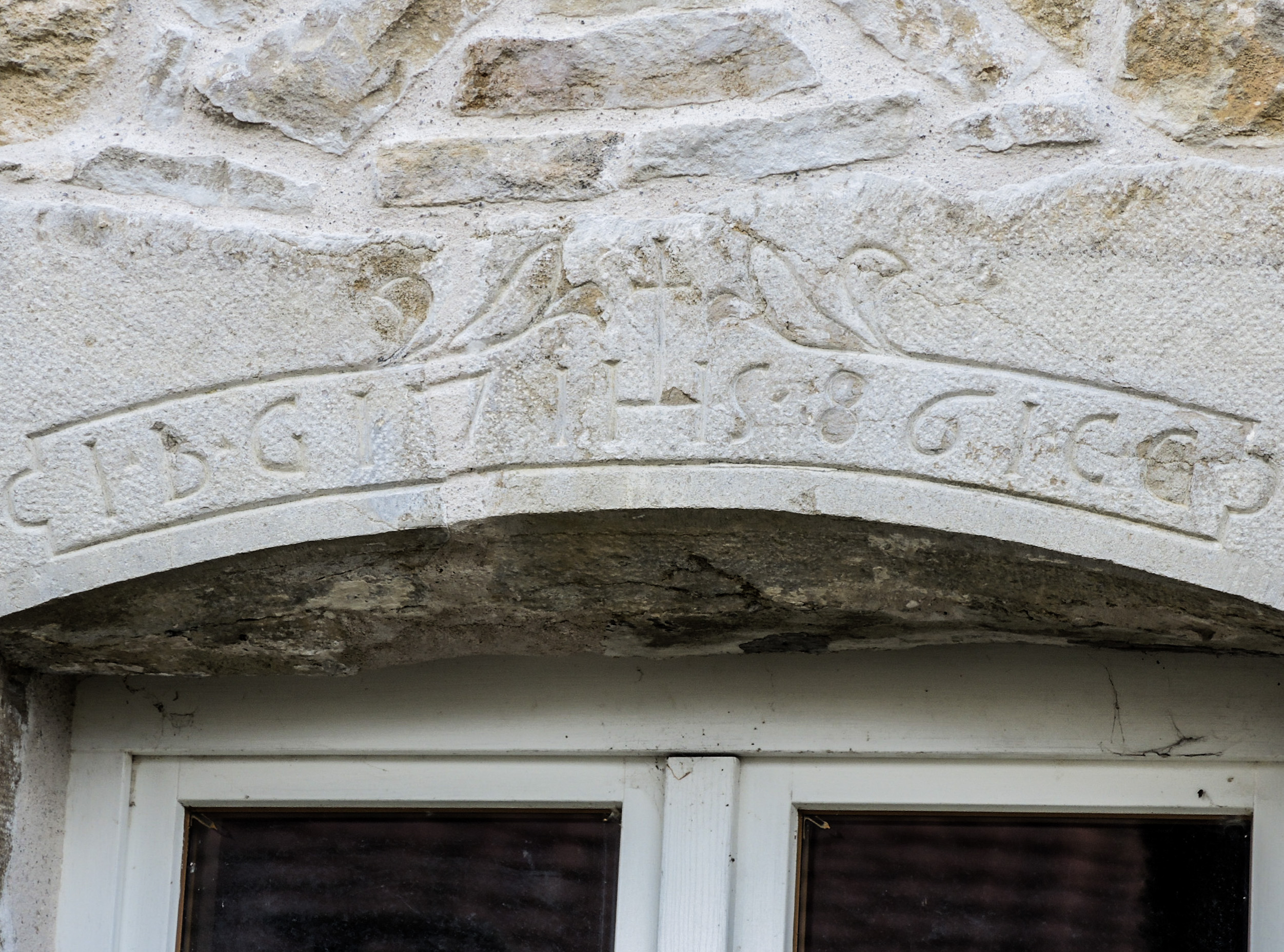
Linteau, daté de 1761.
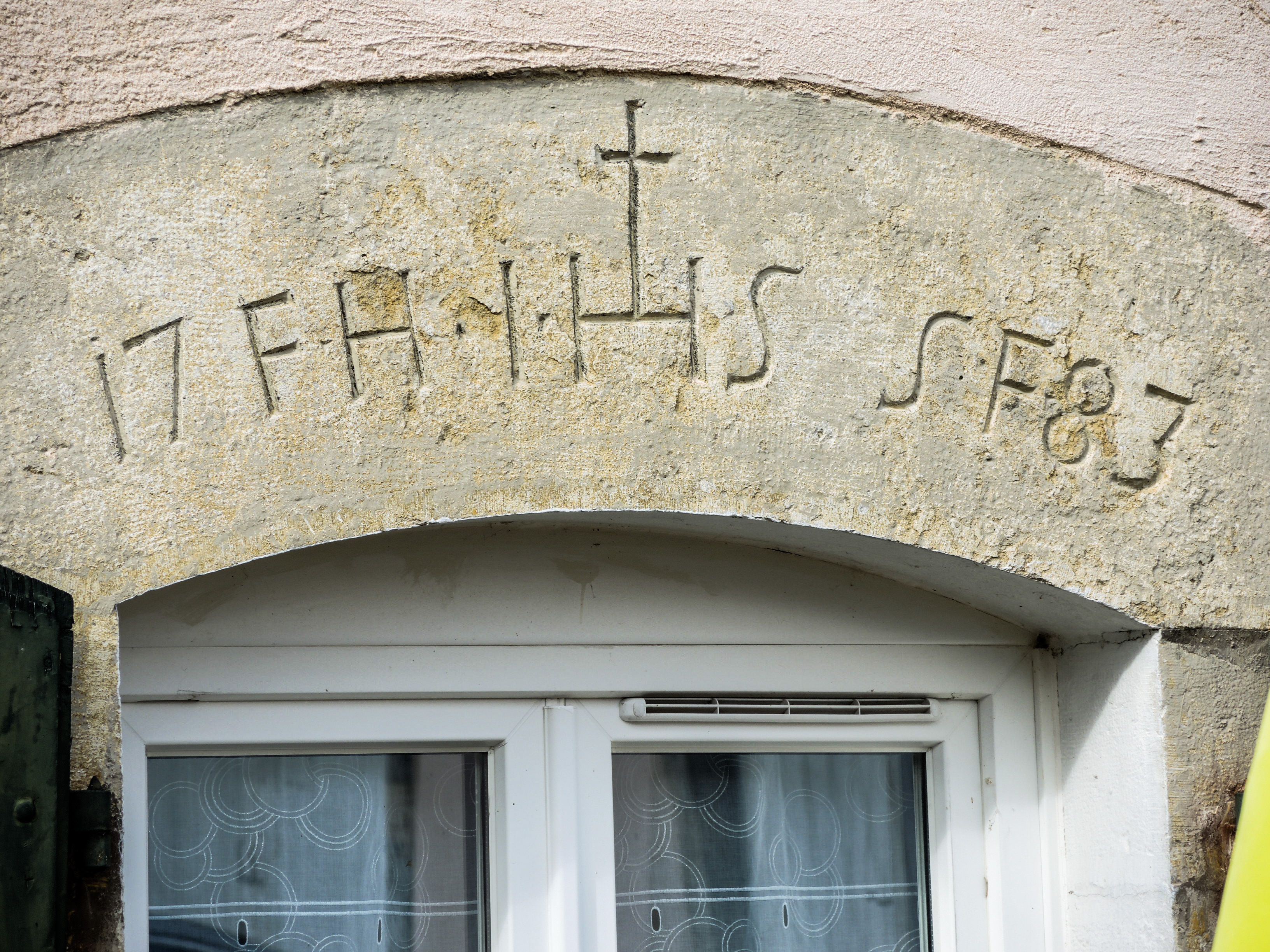
Linteau, daté de 1783.
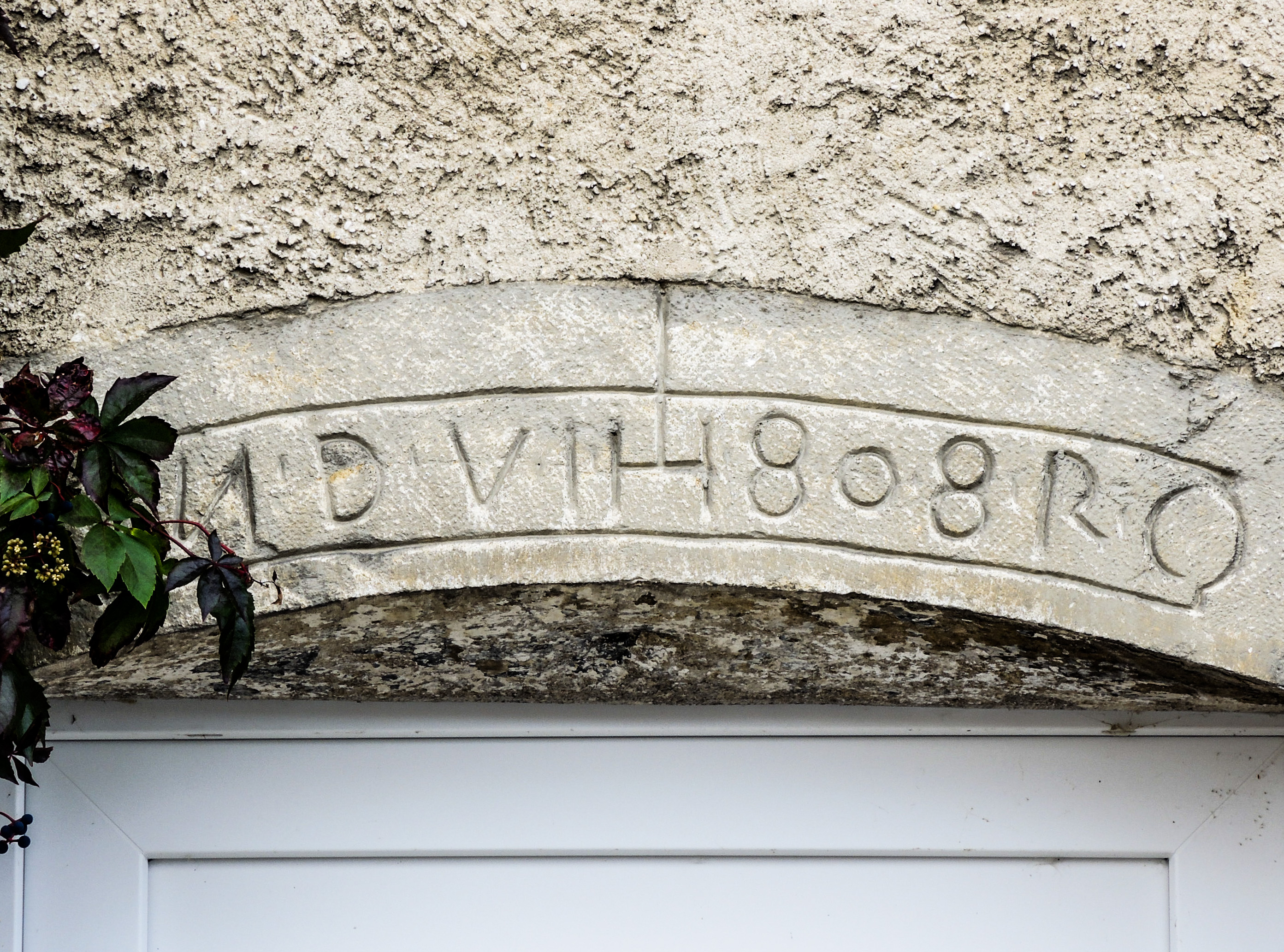
Linteau, daté de 1808.
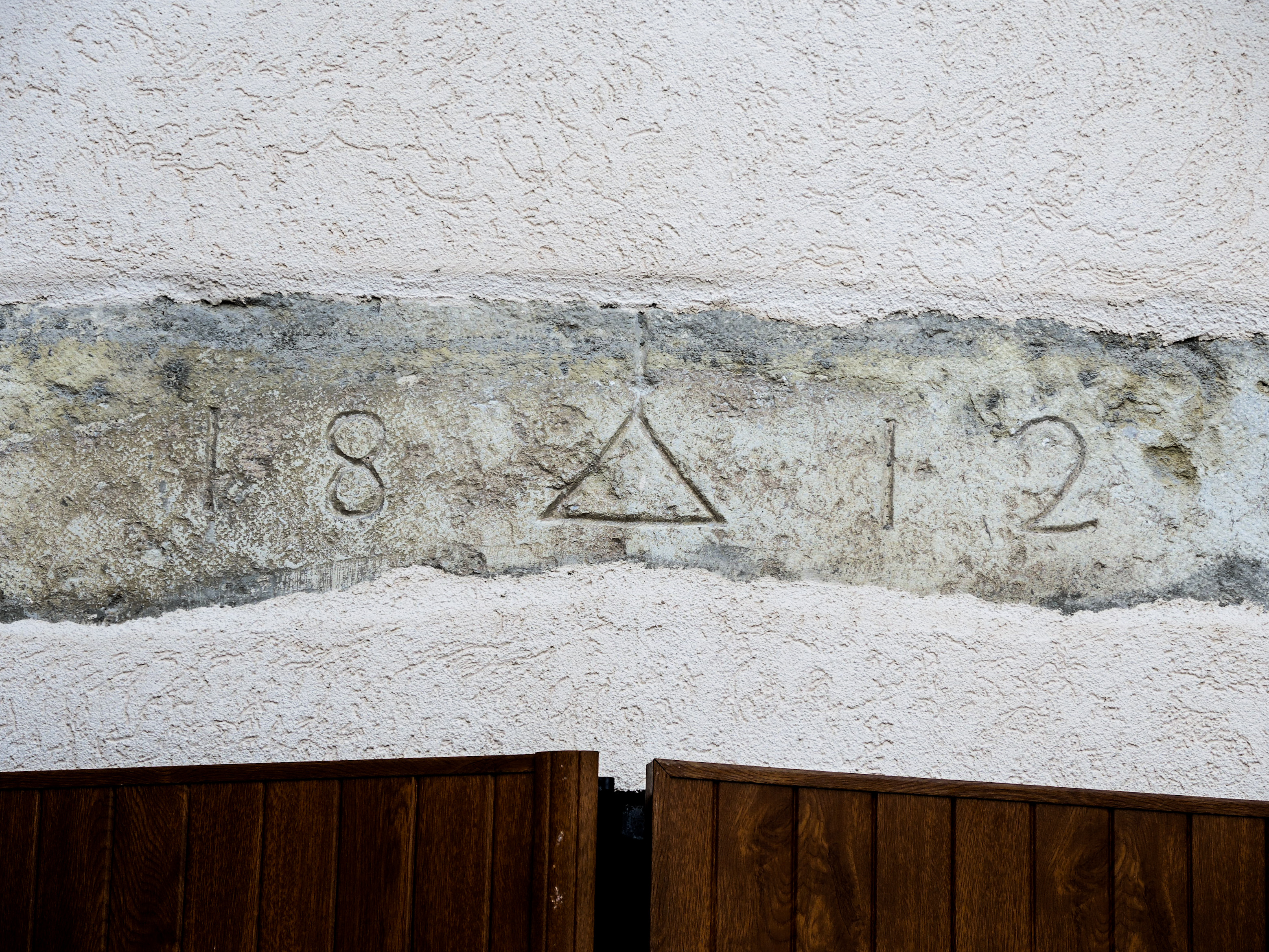
Linteau, daté de 1812.
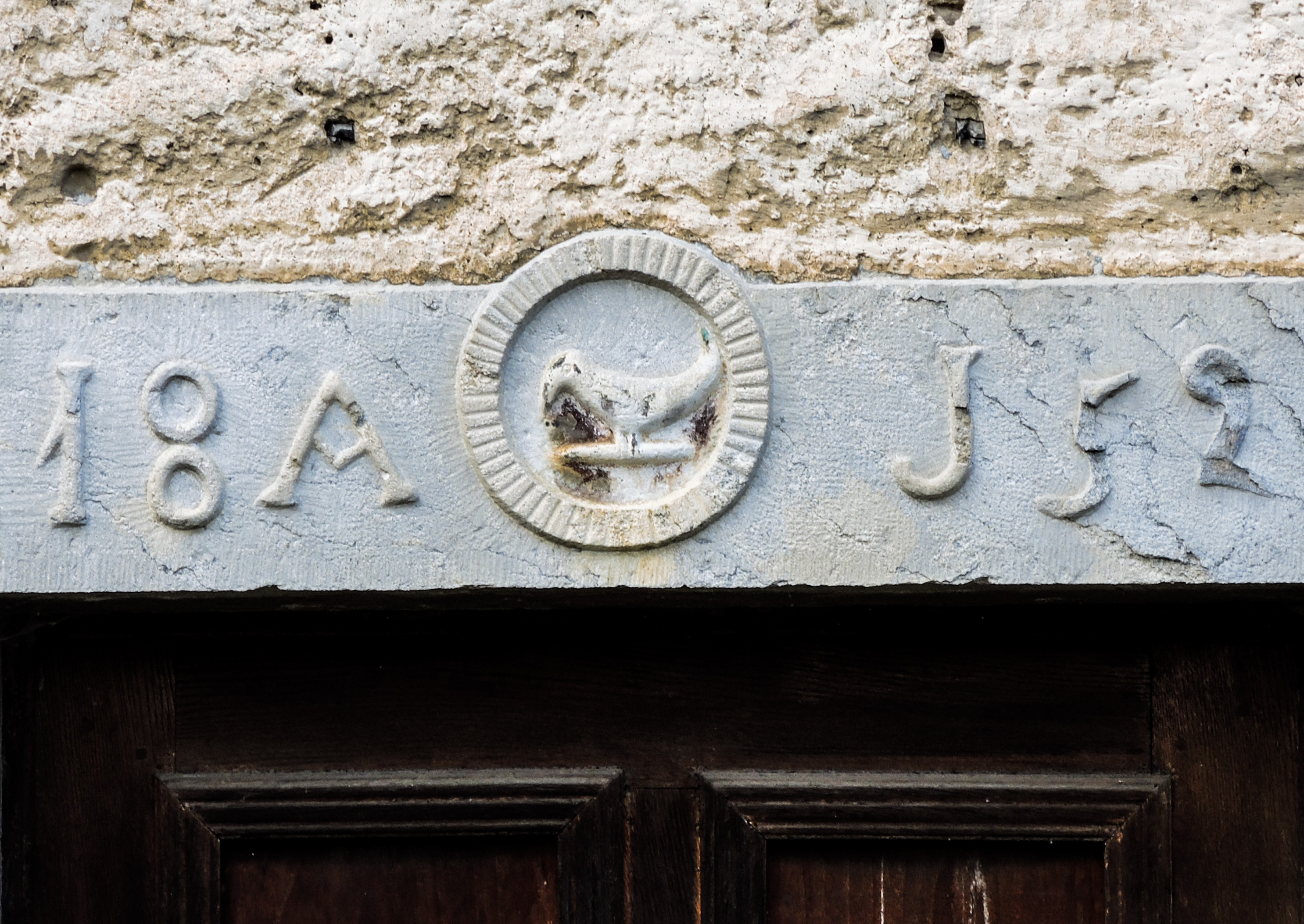
Linteau, daté de 1852.

### Héraldique
| Blason de Étouvans | Blason  | Écartelé : au 1er d'or à trois demi ramures de sable, posées en fasce et rangées en pal, au 2e d'azur semé de billettes d'or, au lion du même, au 3e de gueules à deux bars adossés d'or, au 4e de gueules à deux clés d'argent passées en sautoir et surmontées d'une fleur de lys d'or ; à la vergette de sable brochant sur la partition. Ornements extérieursCroix de guerre 1939-1945 |
| Blason de Étouvans | Détails | Adopté par la municipalité le 10 décembre 2014. |
| Blason de Étouvans | Alias   | Parti : au 1er de gueules à deux bars adossés d'argent, au 2e d'azur à deux clés d'or passées en sautoir et surmontées d'une fleur de lys d'argent ; à la vergette de sable brochant sur la partition. Adopté par la municipalité en octobre 1999. |